# Poliarhie
Poliarhie este un termen introdus de Robert Dahl în știința politică modernă, pentru a descrie o formă de guvernare bazată pe principiul fundamental că, în ceea ce privește deciziile colective, fiecare individ este îndreptățit la o considerare egală a intereselor.
Poliarhia este o formă de guvernământ în care conducerea statului este exercitată de mai multe persoane concomitent.

## Definiții
Termenul a fost introdus prima oară de Dahl în cartea "A Preface to Democratic Theory" (1956).
În "Polyarchy: participation and opposition" (1971), întrebarea centrală este: care sunt condițiile de transformare a unui regim politic în care oponenții sunt împiedicați să se asocieze liber și să candideze în alegeri libere împotriva celor ce dețin puterea politică, într-unul în care acest lucru să fie posibil?